# جيمس غور
جيمس غور (بالإنجليزية: James Gore)‏ هو سياسي نيوزلندي، ولد في 1843، وتوفي في 1917. انتخب عضو مجلس النواب نيوزيلندا.